# Geoffrey Howe
Richard Edward Geoffrey Howe, baron Howe of Aberavon (ur. 20 grudnia 1926 w Port Talbot w Walii, zm. 9 października 2015 w Warwickshire) – brytyjski polityk, członek Partii Konserwatywnej. Jeden z najbliższych współpracowników Margaret Thatcher i osoba najdłużej zasiadająca w jej kolejnych gabinetach, w tym w latach 1989–1990 jako wicepremier Wielkiej Brytanii. Członek Izby Lordów jako par dożywotni.

## Młodość
Wykształcenie odebrał w Bridgend Preparatory School w Bryntirion. Następnie uczęszczał do Abberley Hall School w hrabstwie Worcestershire oraz do Winchester College. Jako młody człowiek służył w wojskach łączności w Afryce wschodniej. Według jego własnych wspomnień, prowadził wówczas dla Afrykanów wykłady w języku suahili, poświęcone zagrożeniu komunizmem i potrzebie zachowania lojalności wobec monarchii. Po powrocie do cywila podjął studia prawnicze w Trinity Hall na Uniwersytecie Cambridge, gdzie kierował też uczelnianym kołem konserwatystów. W 1952 r. uzyskał prawo wykonywania zawodu adwokata, a trzynaście lat później (1965) tytuł zawodowy Radcy Królowej. Równocześnie stał na czele Bow Group, think tanku powiązanego z umiarkowanie reformatorskim skrzydłem Partii Konserwatywnej.

## Początki kariery politycznej
W 1964 r. został po raz pierwszy wybrany do Izby Gmin, gdzie zasiadał następnie przez 28 lat, z przerwą w latach 1966–1970. W tym czasie reprezentował różne okręgi wyborcze: Bebington (1964–1966), Reigate (1970–1974) oraz East Surrey (1974–1992).
Kiedy premierem został w 1970 r. Edward Heath mianował Howe’a Radcą Generalnym Anglii i Walii. Jednocześnie Howe otrzymał tytuł szlachecki (Sir). W 1972 r. Heath przeniósł go na fotel ministra stanu w departamencie handlu i przemysłu, dodatkowo obdarzając przywilejem stałego uczestnictwa w posiedzeniach gabinetu, którego członkiem formalnie jednak nie był. Po przejściu konserwatystów do opozycji, w 1975 r. stanął w szranki w wyścigu o przywództwo partii, zajmując trzecie miejsce. Nowa liderka torysów, pani Thatcher, powierzyła mu funkcję kanclerza skarbu (ministra finansów) w kierowanym przez siebie gabinecie cieni. Był też jednym z głównych autorów programu ekonomicznego partii.

## Minister
Po wyborczej wiktorii w 1979 r. Howe został kanclerzem skarbu już w prawdziwym gabinecie. Okres jego urzędowania upłynął pod znakiem reform w brytyjskiej polityce fiskalnej. Przeprowadził m.in. reformę finansów publicznych oraz reformę podatkową kładącą nacisk na podatki pośrednie w miejsce bezpośrednich. Umożliwił także tworzenie specjalnych stref ekonomicznych, wolnych od podatków. Uważa się go jednego z głównych autorów ekonomicznego wymiaru, tzw. thatcheryzmu.
Po reelekcji konserwatystów w 1983 r. przeniósł się na stanowisko szefa brytyjskiej dyplomacji. Na tym stanowisku przyczynił się w szczególności do umocnienia więzi Londynu z Waszyngtonem. Jednocześnie w niektórych kwestiach toczył boje z niepodzielającą jego przekonań panią premier. Dotyczyło to przede wszystkim stosunku do integracji europejskiej (Thatcher była tu sceptyczna) i polityki wobec stosujących apartheid władz RPA. W 1989 r. wspólnie z ówczesnym kanclerzem skarbu Nigelem Lawsonem zagrozili potajemnie, że jeśli Thatcher zablokuje przystąpienie Wielkiej Brytanii do mechanizmu kursowego Europejskiego Systemu Walutowego, obaj podadzą się do dymisji.
Od połowy 1989 r. wschodzącą gwiazdą partii stawał się stojący wcześniej z tyłu John Major, zaś pozycja Howe’a zaczęła słabnąć. Major przejął stanowisko szefa MSZ, a Howe otrzymał propozycję pokierowania resortem spraw wewnętrznych. Odmówił jednak, uważając taką zmianę za degradację. W efekcie wylądował na stanowisku wicepremiera, Lorda Przewodniczącego Rady i przewodniczącego Izby Gmin, które, choć ceremonialnie eksponowane, realnie oznaczało niewielki wpływ na najważniejsze sprawy. 1 listopada 1990 r. ogłosił zamiar rezygnacji z zasiadania w coraz bardziej niepopularnym gabinecie Thatcher. Oficjalnym powodem miał być jego sprzeciw wobec zachowania pani premier na posiedzeniu Rady Europejskiej w Rzymie - Żelazna Dama oświadczyła tam, że Zjednoczone Królestwo nigdy nie przyjmie europejskiej waluty. 13 listopada wygłosił w Izbie Gmin przemówienie szerzej tłumaczące powody rezygnacji, w którym bardzo ostro zaatakował byłą szefową za jej politykę europejską. Był to jeden z punktów zapalnych, które doprowadziły do rozłamu w partii i dymisji Thatcher 22 listopada.

## Późniejsze życie
W 1992 Howe zrezygnował z ubiegania się o ponowny wybór do Izby Gmin. Na wniosek premiera Majora został jednak powołany do Izby Lordów jako baron Howe of Aberavon. Po dojściu do władzy Partii Pracy został jednym z przywódców stronnictwa sprzeciwiającego się przekształceniu Izby Lordów w ciało w znacznej mierze wybieralne. Zajmował także wiele stanowisk biznesowych i pracował naukowo. W ostatnich latach życia, ze względu na zaawansowany wiek, ograniczał się już tylko do patronowania organizacji propagującej w Wielkiej Brytanii system metryczny. Od 2001 członkinią Izby Lordów jest także jego żona, baronowa Elspeth Howe. Jest ona lordem niezależnym – nie zaś, jak mąż, konserwatywnym.